# Tobias Potye
Tobias Potye (* 16. März 1995 in München) ist ein deutscher Leichtathlet, der sich auf den Hochsprung spezialisiert hat. 2022 wurde er in München Vizeeuropameister.

## Berufsweg
Potye machte 2013 Abitur am Gymnasium Kirchheim. Im Anschluss studierte er Multimedia und Kunstwissenschaft (fine arts) an der Ludwig-Maximilians-Universität München, das er 2021 mit dem Bachelor abschloss. Im Anschluss nahm Potye ein Informatikstudium auf, das er jedoch zur Vorbereitung auf die Olympischen Sommerspiele 2024 in Paris pausiert. Potye ist Sportsoldat und wird von der Sportfördergruppe der Bundeswehr betreut.

## Sportliche Laufbahn
Tobias Potye begann 2008 beim FC Aschheim mit dem Hochsprung. Zur Leichtathletik hatte ihn sein älterer Bruder Simon, auch ein Hochspringer, gebracht.
2012 wurde er in Mönchengladbach mit 2,01 m Deutscher U18-Vizemeister. 2013 steigerte sich Potye enorm und wurde in Rieti mit persönlicher Bestleistung von 2,20 m U20-Europameister, und eine Woche später in Rostock mit 2,18 m Deutscher U20-Meister. Am Jahresende führte er mit 2,20 m die deutsche Jahresbestenliste der U20 an. 
2014 wurde er in Sindelfingen mit 2,18 m Deutscher U20-Hallenmeister und kam bei den U20-Weltmeisterschaften in Eugene (Oregon) mit 2,17 m auf den 9. Platz. 2015 holte sich Potye als 20-Jähriger in Wetzlar mit 2,21 m den Deutschen U23-Vizemeistertitel und belegte in Tallinn bei den U23-Europameisterschaften mit 2,18 m den 8. Platz. Zwei Wochen später erreichte er in Nürnberg bei den Deutschen Meisterschaften mit 2,15 m 4. Platz.
2016 wurde Potye in Wattenscheid erneut Deutscher U23-Vizemeister. 2017 wurde er in Leipzig mit 2,20 m Deutscher Hallenvizemeister und mit gleicher Höhe in Leverkusen zum dritten Mal hintereinander Deutscher U23-Vizemeister. Vier Wochen später kam Potye bei den U23-Europameisterschaften in Bydgoszcz mit 2,10 m auf den 10. Platz. Im Laufe des Jahres hatte er mit 2,25 m eine neue persönliche Bestleistung aufgestellt.
2018 belegte Potye bei den Deutschen Hallenmeisterschaften in Dortmund mit 2,10 m den 4. Platz. In der Freiluftsaison sprang er kontinuierlich über 2,20 m und stellte weitere Bestmarken auf. Ende Mai stellte Potye in Aschheim mit 2,26 m eine neue persönliche Bestleistung auf und erfüllte damit auch exakt die Norm für die Europameisterschaften in Berlin. Nur wenige Tage später steigerte er sich in Regensburg auf 2,27 m, was auch Bayerischen Rekord bedeutete. Beim Athletics World Cup in London kam er mit 2,24 m auf den 3. Platz und wurde in Nürnberg mit 2,22 m Deutscher Vizemeister. Bei den Europameisterschaften in Berlin konnte sich Potye mit 2,21 m nicht für das Finale qualifizieren und kam auf den 16. Platz.
2019 bestritt Potye keinen Wettkampf. 2020 meldete er sich in der Hallensaison Ende Januar mit 2,20 m zurück. Im Sommer 2021 gewann er zum ersten Mal die Deutsche Meisterschaft.
Bei den Deutschen Meisterschaften 2022 sprang er mit 2,30 m eine persönliche Bestleistung und holte zusammen mit Mateusz Przybylko erneut den Titel. Bei den Europameisterschaften 2022 in München errang er mit 2,27 m überraschend die Silbermedaille.
Beim Diamond League Meeting „Kalima Skolimowska Memorial“ im polnischen Chorzów stellte er am 16. Juli 2023 seine bisherige Bestleistung (2,30 m) ein und verbesserte diese anschließend zweimal auf 2,32 m und schließlich 2,34 m und belegte hinter dem höhengleichen Gianmarco Tamberi und Mutaz Essa Barshim (2,36 m) den 3. Platz.
Bei den Weltmeisterschaften 2023 in Budapest belegte er mit übersprungenen 2,33 m den 5. Platz, höhengleich mit dem Dritten, Mutaz Essa Barshim.

## Vereinszugehörigkeit
Tobias Potye startete seit 2015 für die LG Stadtwerke München, Stammverein USC München und war zuvor beim FC Aschheim. Seit 2025 startet er für Cologne Athletics.

## Leistungsentwicklung
(Stand: 16. Juli 2023)

| Jahr | Halle  | Freiluft |
| ---- | ------ | -------- |
| 2009 |        | 1,79 m   |
| 2010 |        | 1,91 m   |
| 2011 |        | 1,98 m   |
| 2012 | 2,02 m | 2,07 m   |
| 2013 | 2,12 m | 2,20 m   |
| 2014 | 2,16 m | 2,23 m   |
| 2015 | 2,15 m | 2,23 m   |
| 2016 | –      | 2,26 m   |
| 2017 | 2,20 m | 2,25 m   |
| 2018 | 2,22 m | 2,27 m   |
| 2019 | –      | –        |
| 2020 | 2,20 m | 2,25 m   |
| 2021 | 2,21 m | 2,27 m   |
| 2022 | 2,26 m | 2,30 m   |
| 2023 | 2,28 m | 2,34 m   |

Bestleistungen
- Halle: 2,28 m, (Dortmund, 19. Februar 2023)
- Freiluft: 2,34 m, (Chorzów, 16. Juli 2023)

## Erfolge
National
- 2012: Deutscher U18-Vizemeister
- 2013: Deutscher U20-Meister
- 2014: Deutscher U20-Hallenmeister
- 2014: 5. Platz Deutscher U20-Meisterschaften
- 2015: Deutscher U23-Vizemeister
- 2015: 4. Platz Deutsche Meisterschaften
- 2016: Deutscher U23-Vizemeister
- 2017: Deutscher Hallenvizemeister
- 2018: 4. Platz Deutsche Hallenmeisterschaften
- 2018: Deutscher Vizemeister
- 2020: Deutscher Hallenvizemeister
- 2020: Deutscher Vizemeister
- 2021: 3. Platz Deutsche Hallenmeisterschaften
- 2021: Deutscher Meister
- 2022: Deutscher Hallenmeister
- 2022: Deutscher Meister

International
- 2013: U20-Europameister
- 2014: 9. Platz U20-Weltmeisterschaften
- 2015: 8. Platz U23-Europameisterschaften
- 2017: 10. Platz U23-Europameisterschaften
- 2018: 3. Platz Athletics World Cup
- 2018: 16. Platz Europameisterschaften
- 2022: Vizeeuropameister